# Chelsi Smith
Chelsi Smith là một hoa hậu của nước Mỹ. Cô đại diện cho bang Texas tham dự cuộc thi Miss USA 1995 và đã giành chiến thắng. Sau đó, cô đã đoạt danh hiệu Hoa hậu Hoàn vũ 1995 và trở thành người thứ sáu của Hoa Kỳ giành danh hiệu này.